# Orobanche dhofarensis
Orobanche dhofarensis är en snyltrotsväxtart som beskrevs av M.J.Y. Foley. Orobanche dhofarensis ingår i släktet snyltrötter, och familjen snyltrotsväxter. Inga underarter finns listade i Catalogue of Life.